# Ranunculus rostratulus
Ranunculus rostratulus är en ranunkelväxtart som beskrevs av E. Borchers-kolb. Ranunculus rostratulus ingår i släktet ranunkler, och familjen ranunkelväxter. Inga underarter finns listade i Catalogue of Life.